# Arnajevo
Arnajevo (en serbe cyrillique : Арнајево) est un village de Serbie situé dans la municipalité de Barajevo et sur le territoire de la Ville de Belgrade. Selon les données du recensement serbe de 2011, il compte 753 habitants,.

## Géographie

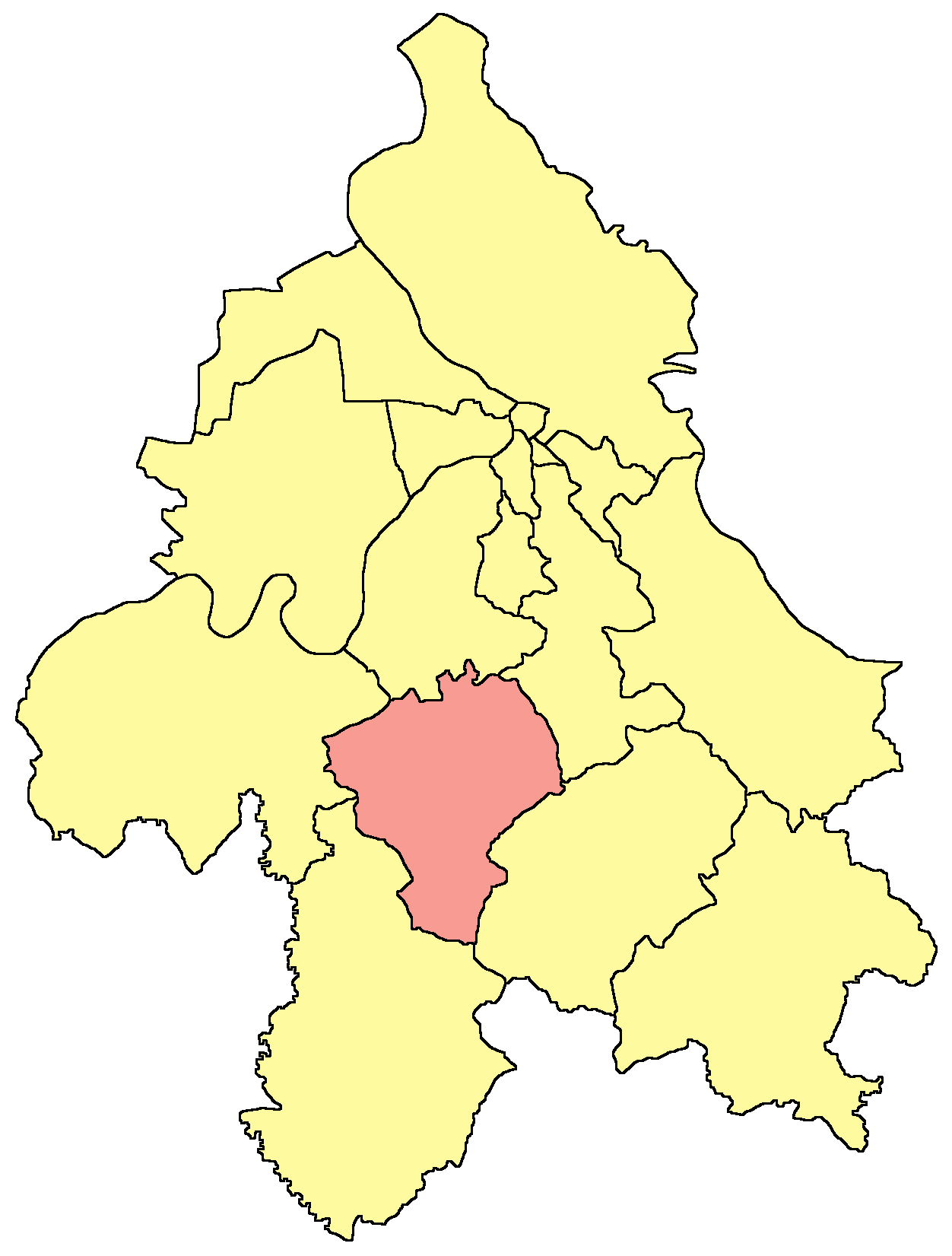
Localisation de la municipalité de Barajevo dans la Ville de Belgrade

Le village est entouré par les localités suivantes.
| Leskovac (municipalité de Lazarevac) | Veliki Borak | Beljina |
|                                      | Arnajevo     |         |
| Sokolovo (municipalité de Lazarevac) |              | Rožanci |

## Démographie

### Évolution historique de la population
| 1948  | 1953  | 1961  | 1971  | 1981  | 1991  | 2002 | 2011 |
| ----- | ----- | ----- | ----- | ----- | ----- | ---- | ---- |
| 1 113 | 1 144 | 1 094 | 1 032 | 1 034 | 1 005 | 853  | 753, |

|  |

### Données de 2002
Pyramide des âges (2002)
En 2002, l'âge moyen de la population était de 42,1 ans pour les hommes et 43 ans pour les femmes.
Répartition de la population par nationalités (2002)
En 2002, les Serbes représentaient 98,71 % de la population.

### Données de 2011
En 2011, l'âge moyen de la population était de 44,4 ans, 43,7 ans pour les hommes et 45 ans pour les femmes.